# Comuna Krasnoznameanka, Krasnohvardiiske
Krasnoznameanka (în ucraineană Краснознам'янка) este o comună în raionul Krasnohvardiiske, Republica Autonomă Crimeea, Ucraina, formată din satele Krasnoznameanka (reședința), Radujne, Rohove, Sîmonenko, Tîmoșenko și Traktove.

## Demografie
Componența lingvistică a comunei Krasnoznameanka
     Rusă (53,01%)
     Tătară crimeeană (32,69%)
     Ucraineană (13,03%)
     Alte limbi (0,13%)
Conform recensământului din 2001, majoritatea populației comunei Krasnoznameanka era vorbitoare de rusă (53,01%), existând în minoritate și vorbitori de tătară crimeeană (32,69%) și ucraineană (13,03%).